# Jan Kromkamp
Jan Kromkamp, född 17 augusti 1980 i Makkinga, Nederländerna, är en nederländsk före detta fotbollsspelare. Han avslutade sin karriär i Go Ahead Eagles. 
Han började sin proffskarriär i AZ Alkmaar som lyckades nå semifinal i UEFA-cupen under den period som han spelade i klubben. Efter en bra insats där värvades han till den spanska klubben Villarreal CF där han gjorde succé. Detta fick den engelska storklubben Liverpool FC att byta högerbacken Josemi mot Kromkamp. I augusti 2006 återvände han till Nederländerna för spel i PSV Eindhoven. Jan Kromkamp har representerat Nederländernas fotbollslandslag 8 gånger. Han gjorde sin debut i en 2-2-match mot Sverige under EM i fotboll 2004.